# Віндем Галсвелл
Віндем Галсвелл (англ. Wyndham Halswelle; нар. 30 травня 1882 — пом. 31 березня 1915) — британський легкоатлет, який спеціалізувався в бігу на короткі дистанції. Єдиний атлет, що виборов олімпійський титул технічною перемогою.

## Літні Олімпійські ігри 1908
На літніх Олімпійських іграх 1908 року дійшов до фіналу дистанції 400 м з найшвидшим кваліфікаційним часом (олімпійський рекорд 48.4 с). Змагання на дистанції 400 м проходили не по смугах. У фіналі американські спортсмени завадили йому перемогти і Галсвелл заяняв друге місце, поступившись Джону Карпентеру. Хоча блокування суперників було прийнятною стратегією в Сполучених Штатах, це було заборонено британськими правилами, згідно з якими були організовані Олімпійські ігри в Лондоні 1908 року. Змагання були визнані недійсними, Карпентер був дискваліфікований, і через два дні перегони наказали повторити на доріжках. Однак двоє інших бігунів із США відмовилися брати участь у перегонах, тому Галсвелл, провів перегони сам, щоб виграти золото. Це єдиний випадок в історії Олімпійських ігор, коли фінал був виграний технічною перемогою. У результаті цих подій, починаючи з наступної Олімпіади в 1912 році, всі забіги на 400 метрів проводилися по доріжках.

## Із життєпису
У 1901—1902 брав участь у Другій англо-бурській війні.
Дворазовий призер позачергової Олімпіади-1906 в Афінах («срібло» в бігу на 400 метрів та «бронза» на 800-метрівці).
Олімпійський чемпіон-1908 з бігу на 400 метрів.
31 березня 1915 року Галсвелл, будучи капітаном, був убитий снайпером під час спроби врятувати пораненого офіцера у битві при Нев-Шапель у Франції під час Першої світової війни. Раніше в тому ж бою (12 березня) він був поранений, коли проводив своїх людей через район, відомий як Лейєс-Брук, але відмовився евакуюватися і продовжував залишатися на фронті.

## Основні міжнародні виступи
| Рік  | Змагання                     | Місто  | Місце | Дисципліна |
| ---- | ---------------------------- | ------ | ----- | ---------- |
| 1906 | Позачергові Олімпійські ігри | Афіни  | 2     | 400 м      |
| 1906 | 3                            | 800 м  |       |            |
| 1908 | Олімпійські ігри             | Лондон | 1     | 400 м      |